# Cytinus ruber
L'ipocisto rosso (Cytinus ruber (Fourr.) Fritsch) è una pianta appartenente alla famiglia delle Cytinaceae.

## Descrizione

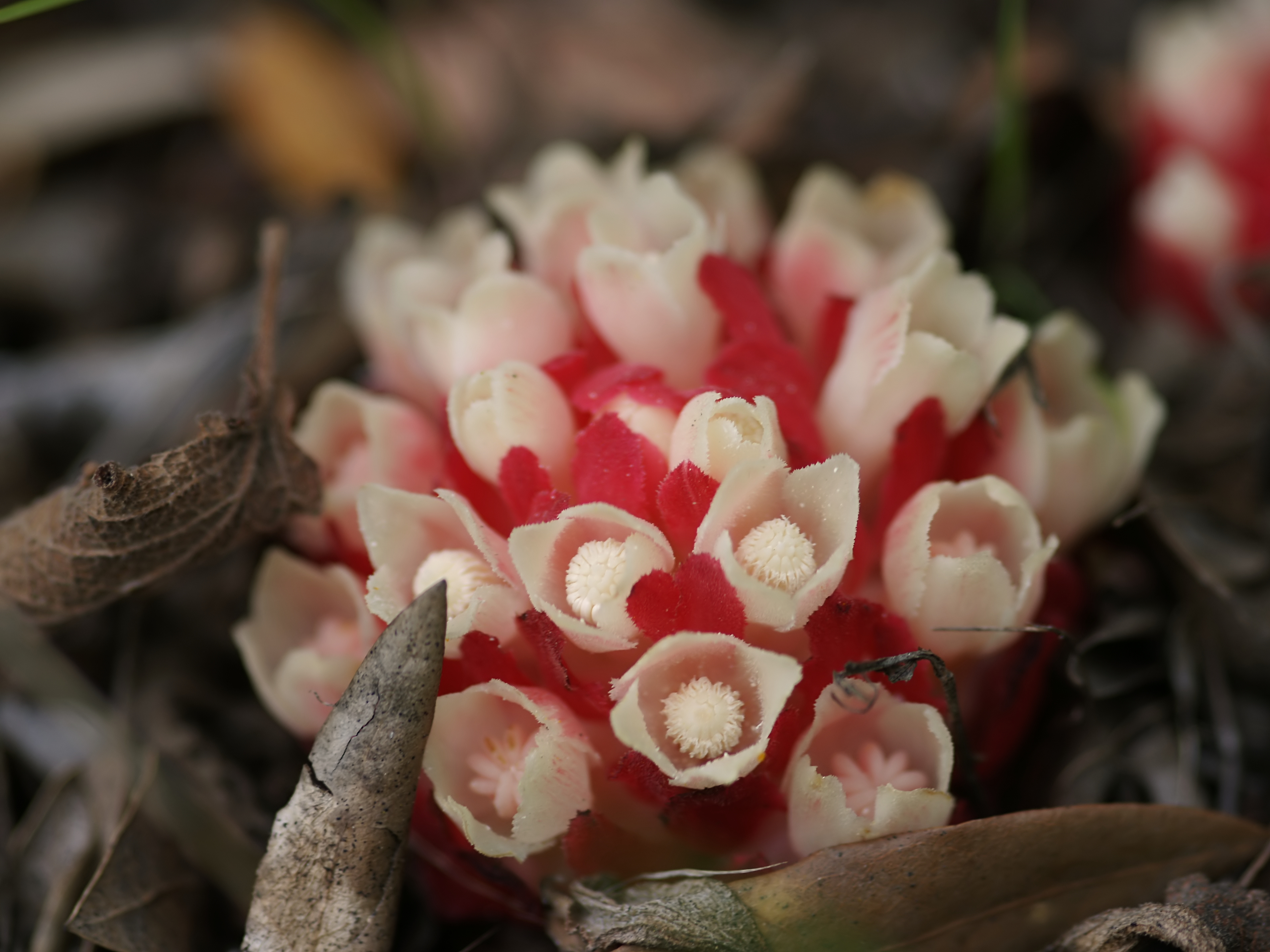
Ipocisto rosso in fiore

L'ipocisto rosso è una pianta perenne parassita monoica che si sviluppa a partire dalle radici delle specie appartenenti al genere Cistus. La specie presenta piccole foglie squamose che non sono in grado di effettuare la fotosintesi e produce un gruppo compatto di steli molto corti e non ramificati, ricoperti di squame rosso brillante sormontate da fiori bianchi o rosa. La pianta cresce circa fino a 3-8 cm di altezza. I frutti, di colore bianco, contengono al loro interno i semi avvolti da una polpa vischiosa.

## Distribuzione e habitat
L'ipocisto rosso è originario dell'Europa meridionale (Italia, Albania, Grecia, Bulgaria, Francia, Spagna, Portogallo) e delle zone mediterranee e caucasiche dell'Asia (Turchia, Israele, Giordania, Georgia, Armenia, Azerbaigian) e del nord Africa (Tunisia, Algeria, Libia, Marocco). La specie cresce in climi subtropicali, ad un'altitudine compresa tra 0-1000 m sul livello del mare.
La pianta si può osservare solo durante la fioritura quando si erge sul terreno dai tessuti radicali dell'ospite. L'abbondanza dell'ipocisto rosso è strettamente legata alle piogge primaverili, per cui negli anni secchi praticamente non fiorisce mentre negli anni piovosi è abbondante e facile da rinvenire.

## Usi
I fiori contengono un nettare dolce e commestibile. I fiori vengono raccolti quando la base di ognuno è gonfia, piena di un liquido pastoso. Si raccolgono le infiorescenze intere e si staccano i fiori uno ad uno, spremendoli in modo che il liquido zuccherino esca dalla base.